# Isole nella corrente (romanzo)
Isole nella corrente è la prima delle pubblicazioni postume delle opere di Ernest Hemingway. Il romanzo, la cui scrittura era iniziata negli anni 1950-51, era stato originariamente destinato a rilanciare l'autore, dopo le recensioni negative che questi aveva ricevuto per Di là dal fiume e tra gli alberi.
Il libro, in origine, nelle intenzioni di Hemingway, doveva comprendere tre storie che dovevano illustrare diverse fasi della vita del protagonista, Thomas Hudson; le tre diverse parti dovevano essere intitolate The Sea When Young, The Sea When Absent e The Sea in Being. In seguito, i titoli furono cambiati in Bimini, Cuba e Al mare.
La storia ha avuto nel 1977 un adattamento cinematografico intitolato Isole nella corrente, per la regia di Franklin Schaffner.

## Genesi dell'opera
All'inizio del 1950 Hemingway iniziò a lavorare a una trilogia del mare costituita dalle tre sezioni, The Sea When Young (ambientato a Bimini), The Sea When Absent (ambientato all'Avana), The Sea in Being. Quest'ultimo fu pubblicato nel 1952 col titolo Il vecchio e il mare.
A questi s'aggiunge un racconto inedito intitolato Sea-Chase che la vedova ha poi unito con le storie precedenti sulle isole: il tutto, rinominato Islands in the Stream, fu infine pubblicato nel 1970.

## Trama
La prima parte del libro, ambientata a Bimini, inizia con un'introduzione al personaggio di Thomas Hudson, classica figura maschile stoica hemingwayana, ma abbastanza lontana dal suo solito stile di vita avventuroso. Hudson è un celebre pittore statunitense che si trova in una vacanza di relax nell'isola di Bimini, alle Bahamas; la rigorosa routine lavorativa di Hudson viene interrotta in maniera brusca dall'arrivo dei suoi tre figli che giungono per l'estate.
Lo scrittore Roger Davis è uno dei più vecchi amici di Hudson; come lui, sta lottando con un segreto conflitto interiore; Davis sembra apparire come una figura più dinamica ed espansiva rispetto al personaggio di Hudson. Questa prima parte si conclude con il pittore mentre riceve la notizia della morte dei suoi due figli più piccoli (Davy e Andy) subito dopo aver lasciato l'isola.
La seconda parte, Cuba, si svolge subito dopo, durante la seconda guerra mondiale, a l'Avana, dove ci viene presentato un Hudson più vecchio e stanco, che ha appena ricevuto la notizia della morte in guerra del figlio maggiore (Tom junior). Il pittore appare più cinico e introverso, un uomo che passa le sue giornate sull'isola a bere e a fare ricognizioni navali per l'esercito statunitense a bordo del proprio yacht, convertito in motovedetta ausiliaria. L'ultima parte, Al mare, segue Hudson e una squadra di irregolari a bordo della loro barca mentre cercano di rintracciare e catturare i sopravvissuti di un U-boat tedesco affondato lungo la costa settentrionale di Cuba, nell'arcipelago "Jardines del Rey". Hudson si accanisce nella ricerca dei tedeschi dopo aver scoperto che essi hanno massacrato un intero villaggio per coprire la loro fuga.
Il romanzo si conclude con una sparatoria e con la morte di tutti i tedeschi, in uno dei canali che circondano Cayo Guillermo durante la bassa marea. Hudson viene presumibilmente ferito a morte durante lo scontro a fuoco, anche se il finale rimane abbastanza ambiguo; durante l'inseguimento, poi, il pittore si ferma a discutere e riflettere sulla morte dei figli. In questo capitolo riecheggiano forti influssi di un precedente lavoro di Hemingway, Per chi suona la campana.

## Edizioni italiane
- Isole nella corrente, traduzione di Vincenzo Mantovani, Collana Scrittori italiani e stranieri, Milano, Mondadori, 1970. - Introduzione di Fernanda Pivano, Collana Oscar n.541, Mondadori, 1974; con Cronologia e Appendice critica, Collana Oscar, Mondadori, 1998-2023.